# Smrt a pohřeb papeže Benedikta XVI.

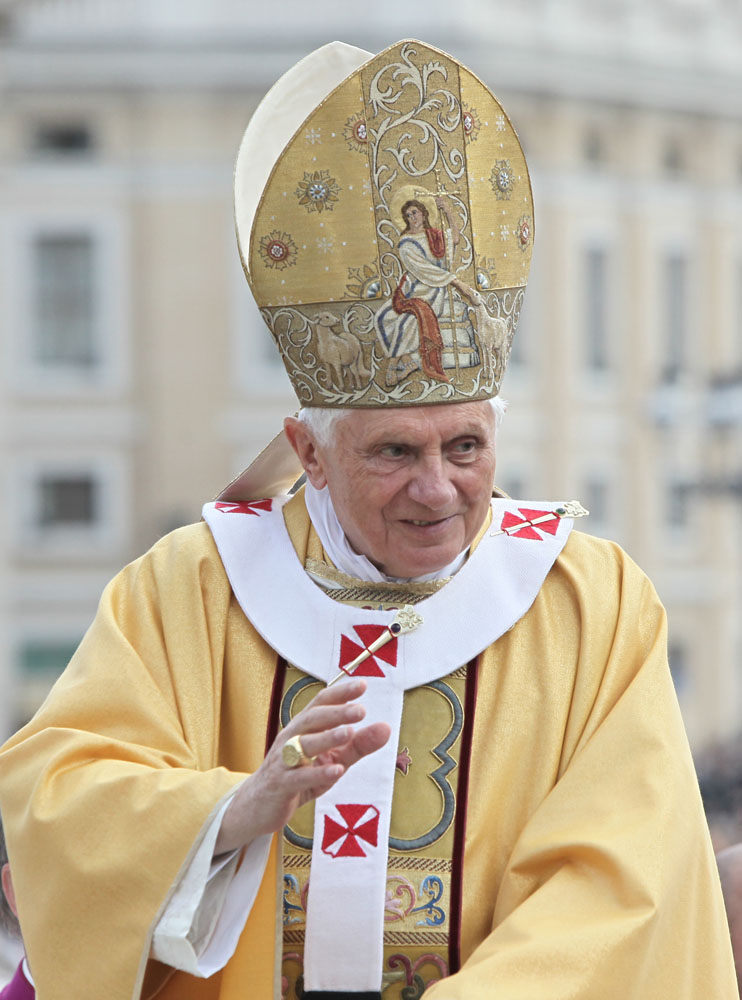
Jeho Svatost Benedikt XVI.

Pohřeb emeritního papeže Benedikta XVI. se konal 5. ledna. Benedikt XVI. zemřel 31. prosince 2022 v čase 9:34 místního času.

## Smrt

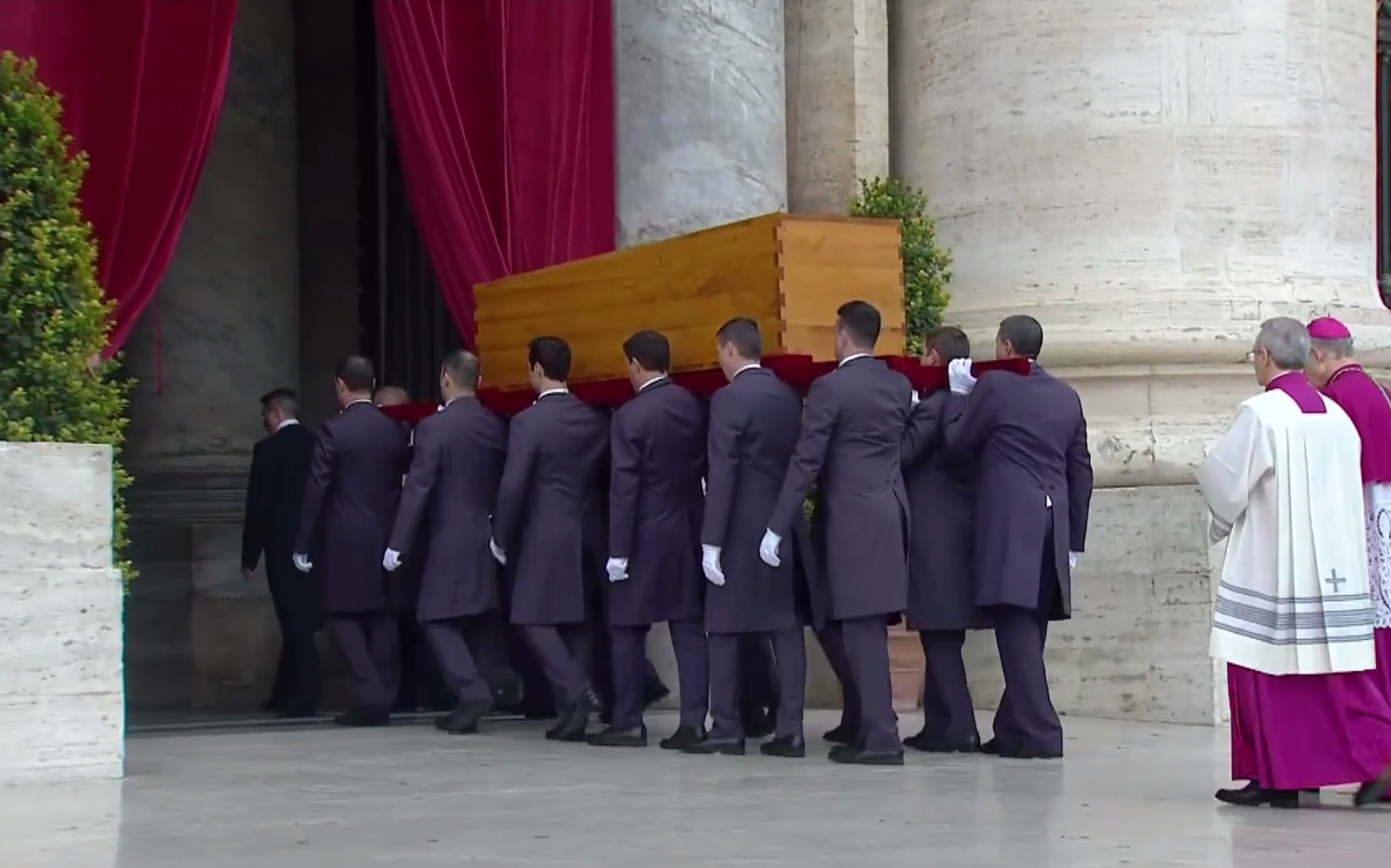
Rakev Benedikta XVI. při pohřbu

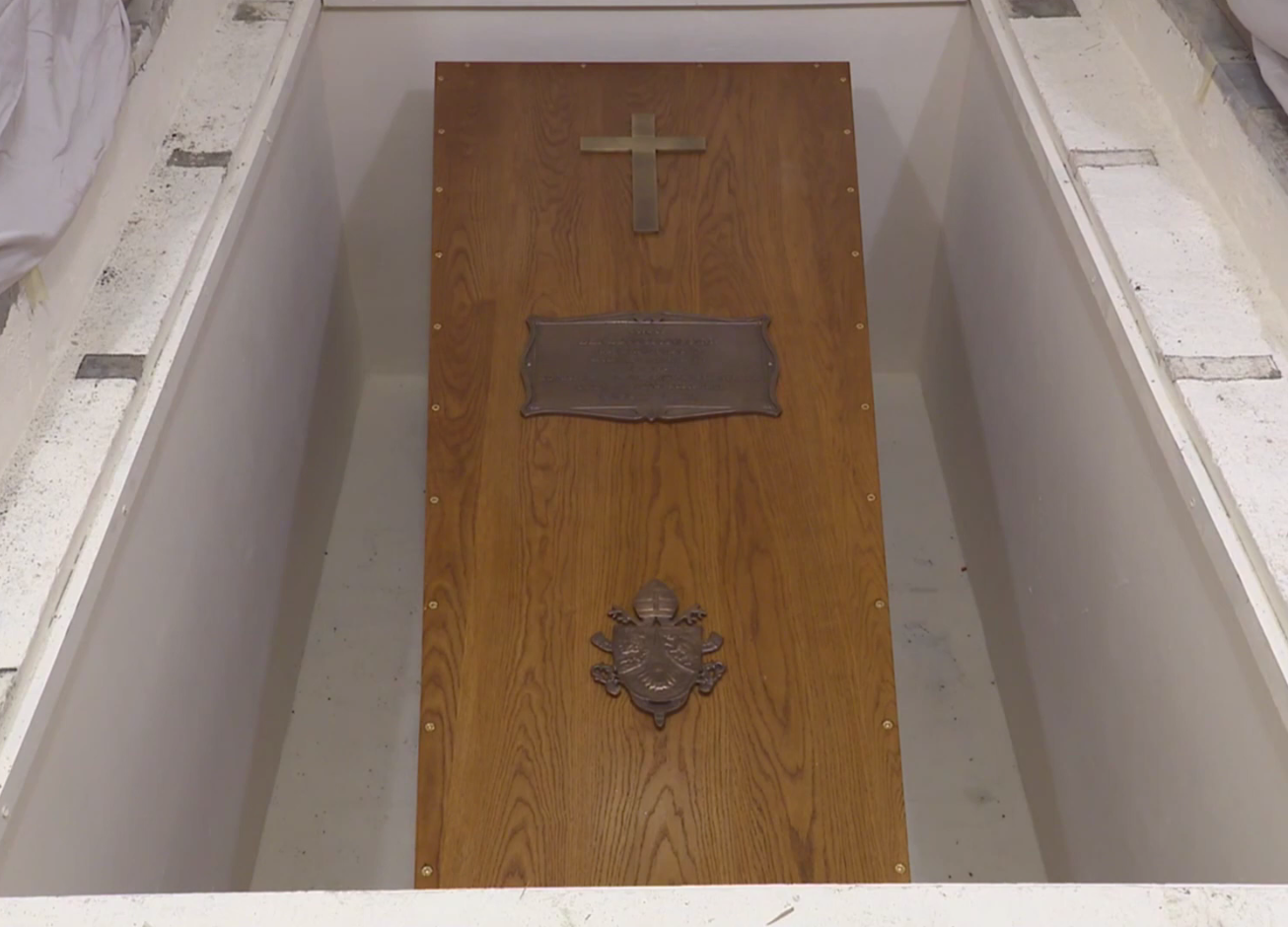
Papežova rakev po uložení do hrobky

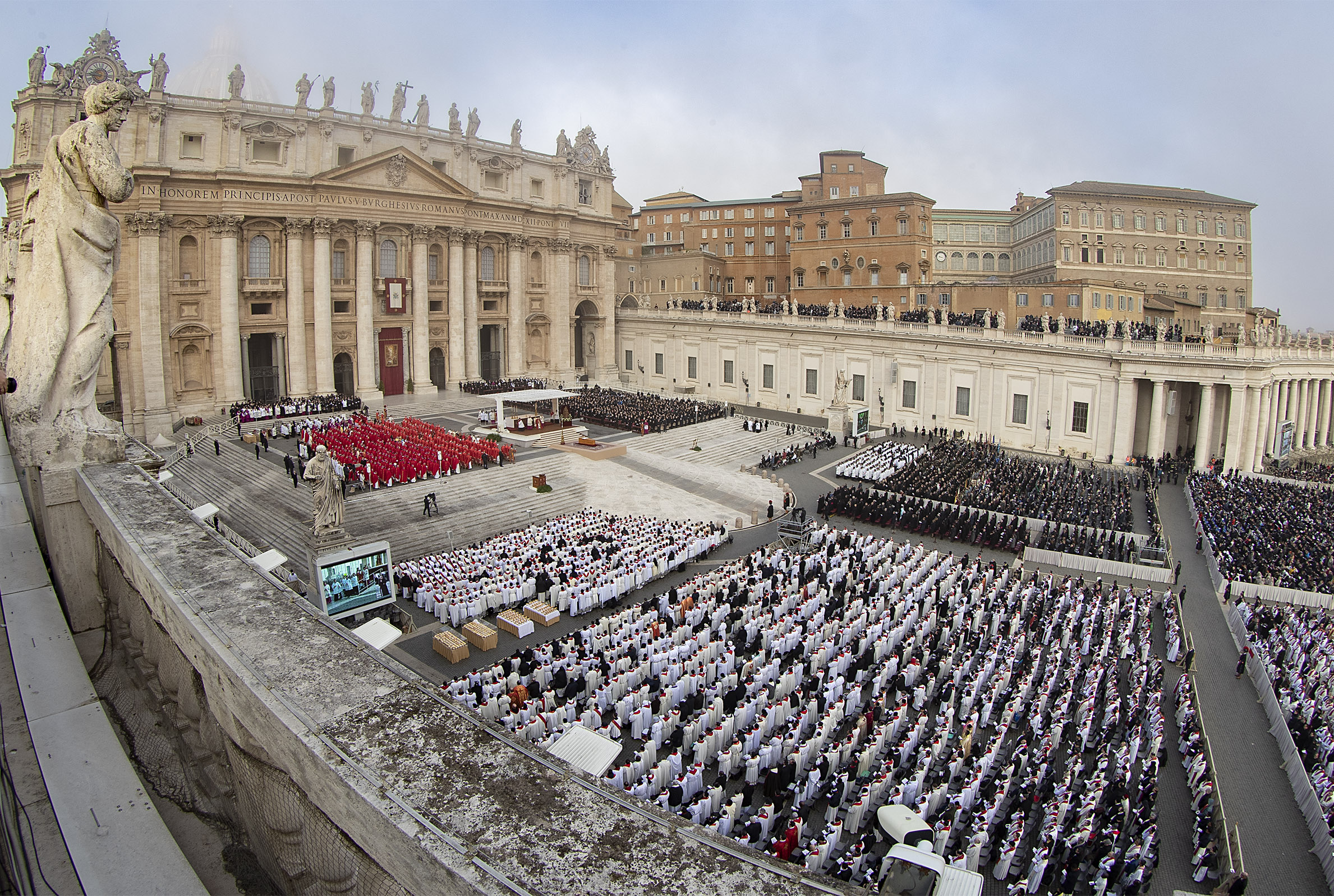
Svatopetrské náměstí během pohřbu

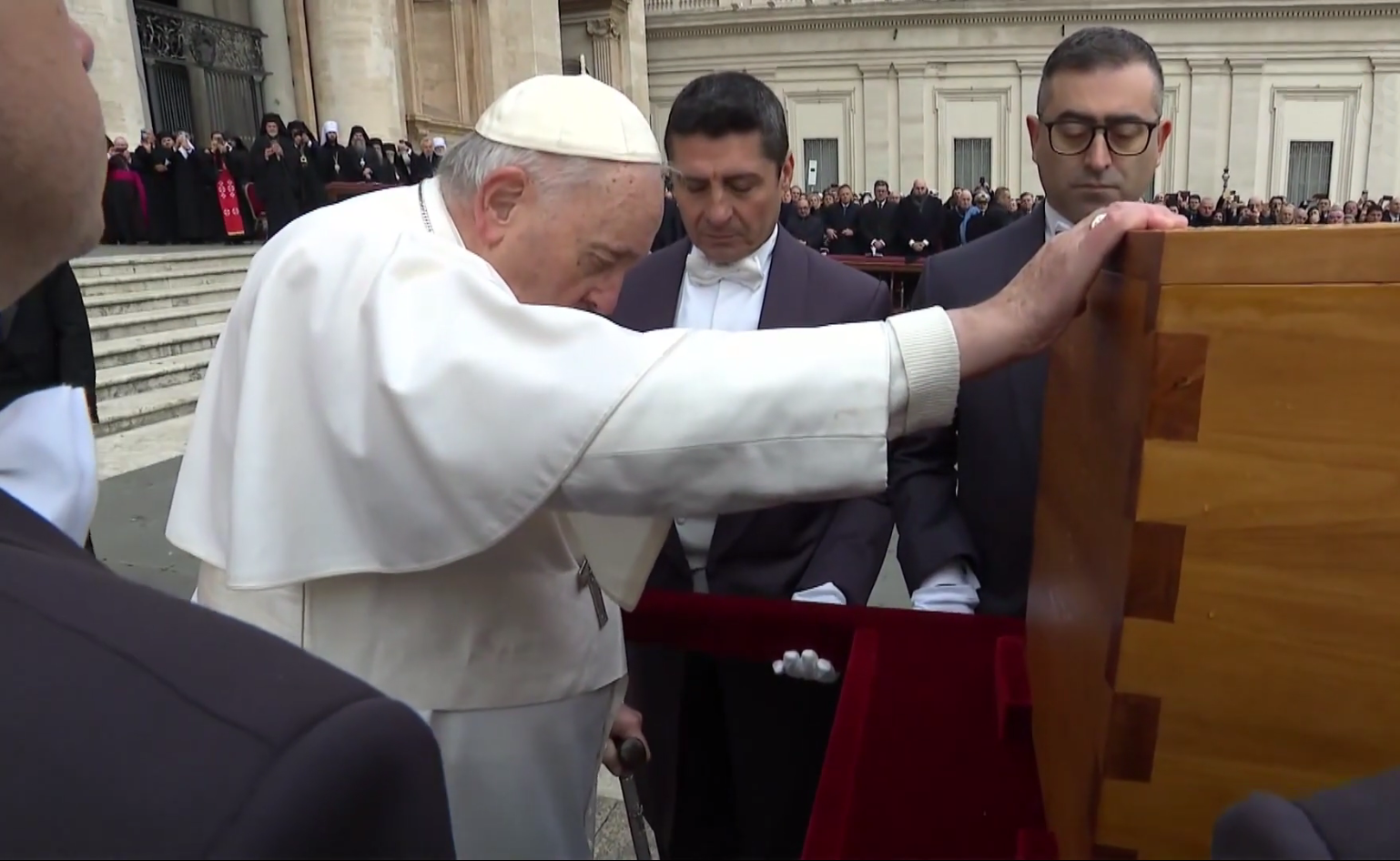
Papež František při pohřbu Benedikta XVI.

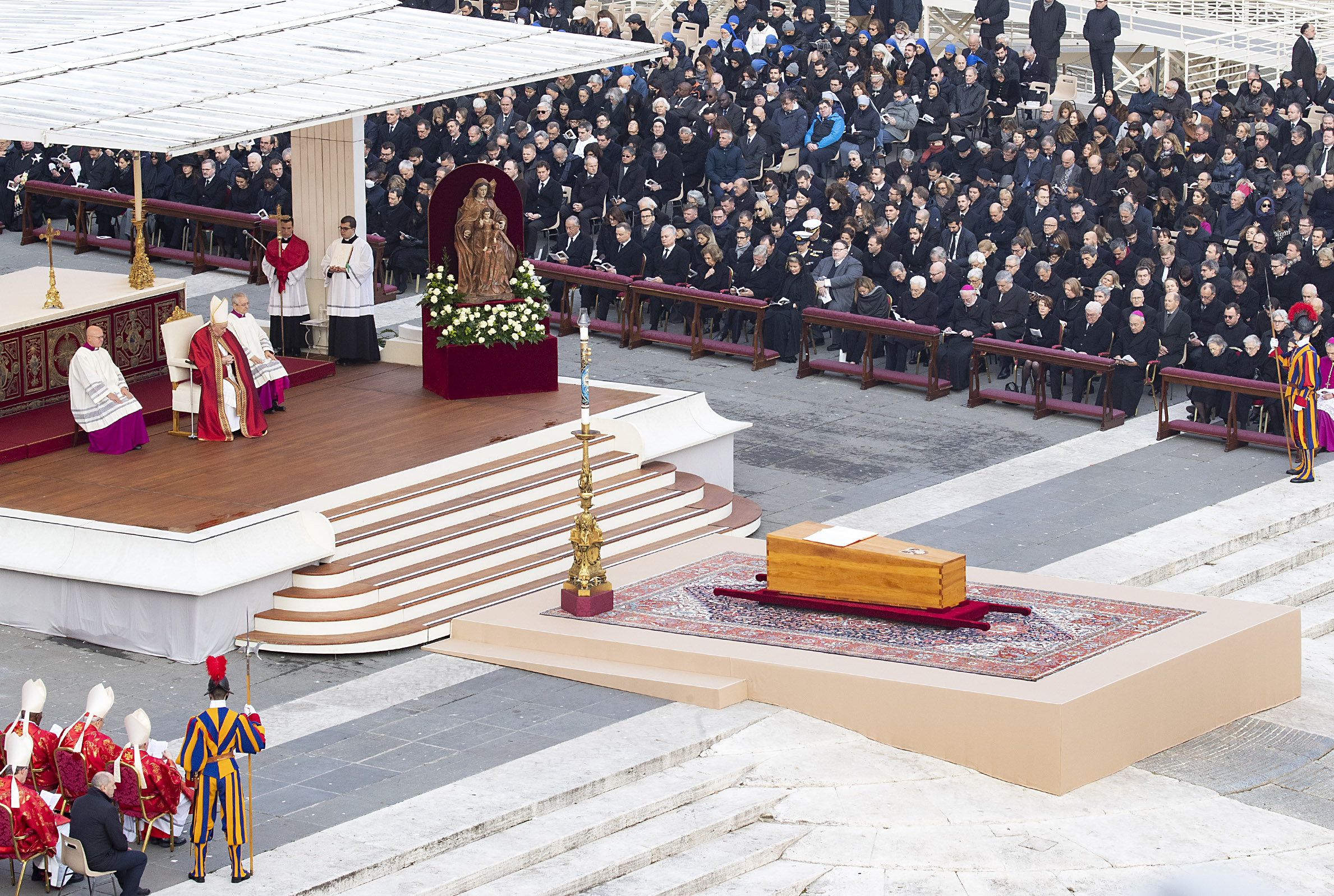
Svatopetrské náměstí během pohřbu

Benedikt XVI. se již dlouhodobě potýkal se zdravotními problémy, což bylo také jedním z důvodů, proč se dne 28. února 2013 rozhodl na svou funkci rezignovat.

Poslední roky svého života trávil ve vatikánském klášteře Mater Ecclesiae. V prosinci roku 2022 ale začal lékaře znepokojovat jeho zdravotní stav a 28. prosince papež František vyzval věřící, aby se za emeritního papeže modlili. Benedikt XVI. zemřel o tři dny později.

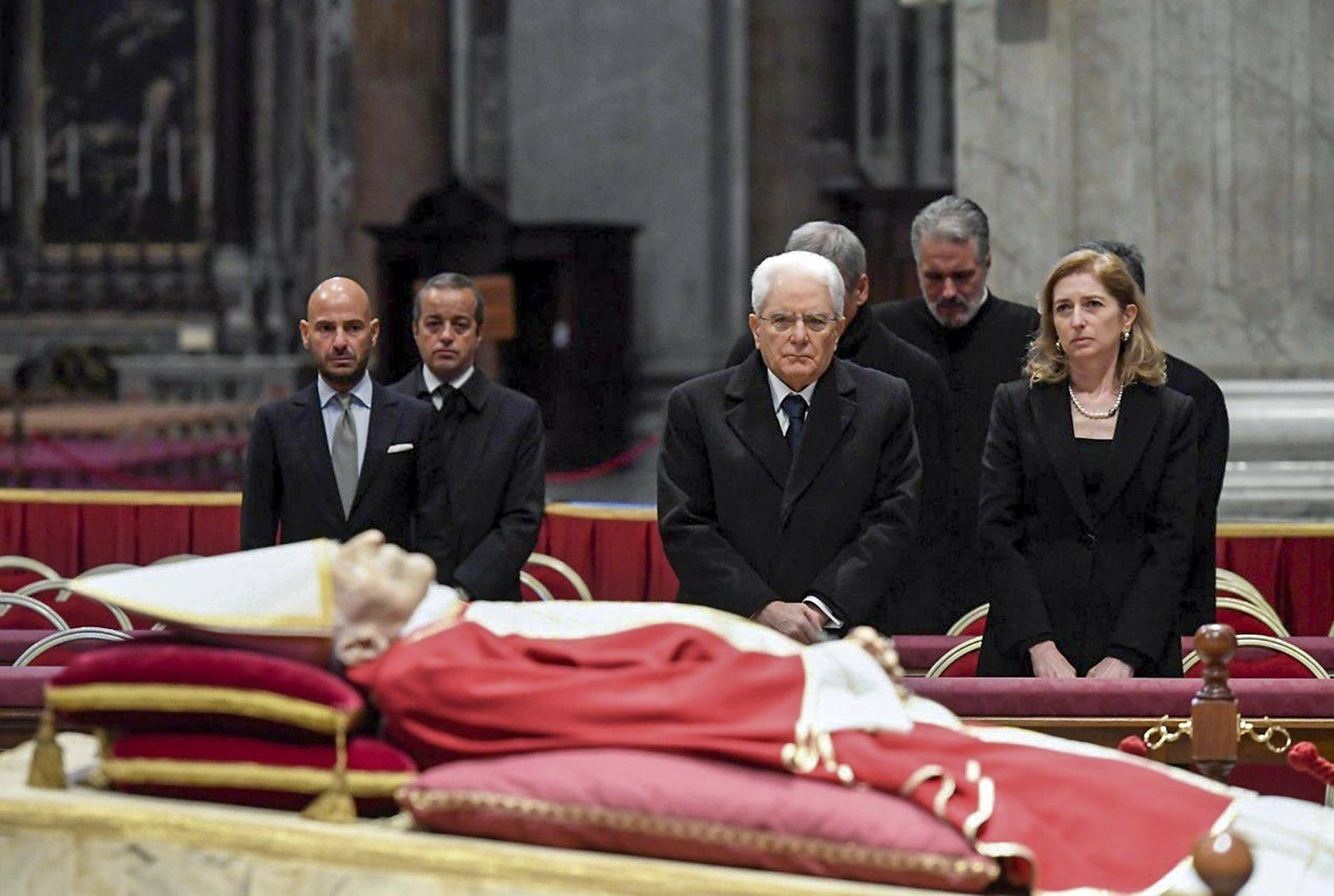
Vystavené papežovo tělo v bazilice sv. Petra

## Pohřeb
Pohřeb Benedikta XVI. se konal ve čtvrtek 5. ledna a začal v 9:30. Pohřební mše na Svatopetrském náměstí, kterou celebroval kardinál Giovanni Battista Re se zúčastnil i jeho nástupce papež František.
Ještě předtím byly 2. ledna papežovy ostatky vystaveny v bazilice sv. Petra, kterou byli věřící moci navštívit, a kde byly také uloženy.
Pohřební mše Benedikta XVI. byla prvním pohřbem papeže od 6. století, kdy nebyl při mši použit římský kánon, nyní v nové mši známý jako první eucharistická modlitba. Místo ní byla užita novější a kratší třetí eucharistická modlitba.
Obřadu se zúčastnila i řada církevních představitelů a světových politiků, včetně premiéra České republiky Petra Fialy. Po ukončení obřadů byla rakev s papežovým tělem uložena do hrobky.